# Rubus volkensii
Rubus volkensii är en rosväxtart som beskrevs av Adolf Engler. Rubus volkensii ingår i släktet rubusar, och familjen rosväxter. Inga underarter finns listade i Catalogue of Life.